# Sobralia yauaperyensis
Sobralia yauaperyensis är en orkidéart som beskrevs av João Barbosa Rodrigues. Sobralia yauaperyensis ingår i släktet Sobralia och familjen orkidéer. Inga underarter finns listade i Catalogue of Life.